# Suctobelbella finlayi
Suctobelbella finlayi är en kvalsterart som först beskrevs av Balogh och Sandór Mahunka 1980.  Suctobelbella finlayi ingår i släktet Suctobelbella och familjen Suctobelbidae. Inga underarter finns listade i Catalogue of Life.